# Dąbie (Lubusz)
Dąbie (Duits: Gersdorf) is een dorp in het Poolse woiwodschap Lubusz, in het district Krośnieński (Lubusz). De plaats maakt deel uit van de gemeente Dąbie en telt 340 inwoners.

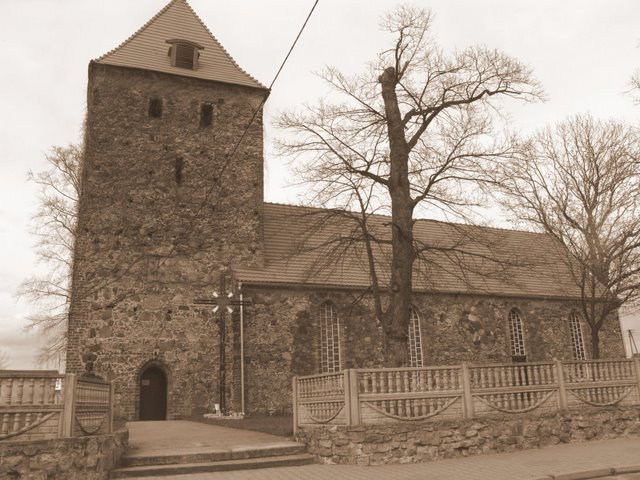
Kerk van Dąbie
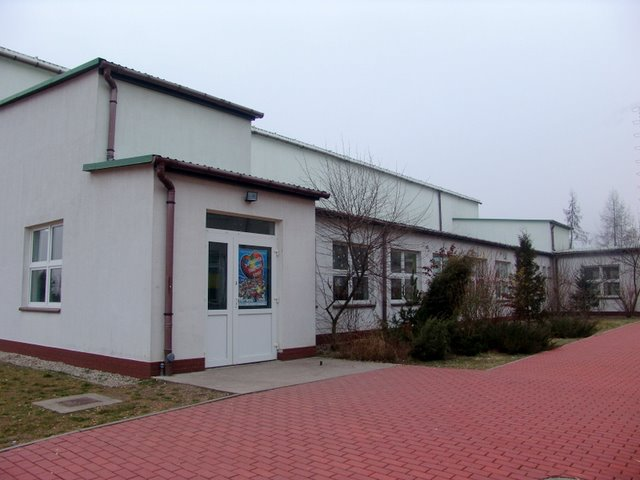
School in Dąbie